# Remedijacija (muzika)
Remedijacija  je „reprezentacija jednog medija u drugomˮ i predstavlja „definišuću karakteristiku novih digitalnih medijaˮ. Remedijaciju kao koncept su postavili Bolter i Grusin baveći se prevashodno vizuelnim umetnostima. Remedijacija kao praksa je u tolikoj meri rasprostranjena da je moguće „identifikovati spektar različitih načina na koje digitalni mediji remedijatizuju svoje prethodnike, spektar koji zavisi od stepena percipirane kompeticije ili rivaliteta između novog medija i starog.ˮ

## Načini remedijacije
Pri remedijaciji stariji medij može biti „istaknut i reprezentovan u digitalnoj formi bez očigledne ironije ili kritike. (...) U ovim slučajevima, elektronski medij nije postavljen u opoziciji sa slikom, fotografijom ili štampanjem; već se kompjuter nudi kao novo sredstvo pristupa starijim materijalima, kao da se sadržaj starijeg medija može jednostavno preliti u novi. Budući da elektronska verzija opravdava sebe dozvoljavajući pristup starijem mediju, ona želi da bude transparentna. Digitalni medij želi sebe da izbriše, tako da posmatrač stoji u istom odnosu sa sadržajem kao što bi stajao ukoliko bi bio suočen sa originalnim medijem. Idealno, ne bi trebalo da bude ikakve razlike između iskustva gledanja neke slike u živo i na kompjuterskom ekranu, ali to nikada nije tako. Kompjuter uvek interveniše i učini svoje prisustvo osetnim na neki način, (...). Transparentnost, međutim ostaje cilj.ˮ
Zatim u određenim elektronskim remedijacijama moguće je uočiti težnju njihovih kreatora da naglase razliku između medija umesto da je izbrišu, i tada se „elektronska verzija nudi kao poboljšanje, iako je novo i dalje opravdano pod uslovima starog i teži da ostane verno karakteru starijeg medija.ˮ
Dalje, digitalni medij može biti i „agresivniji u svojoj remedijaciji. Može pokušati da preoblikuje stari medij ili medije u potpunosti, istovremeno markirajući prisustvo starijih medija i na taj način održavajući osećaj multipliciteta (multiplicity) i hiperposrednosti (hypermediacy).ˮ
Konačno, „novi medij može remedijatizovati pokušavajući da apsorbuje stariji medij u potpunosti, tako da diskontinuiteti između dva medija budu minimalni. Sam čin remedijacije, međutim, osigurava da stariji medij ne može biti u potpunosti izbrisan; novi medij ostaje zavistan od starijeg na prepoznate ili neprepoznate načine.ˮ

## Načini funkcionisanja remedijacije
Bolter i Grusin smatraju da dvostruka logika remedijacije (koja podrazumeva neposrednost /immediacy/ i hiperposrednost /hypermediacy/) može funkcionisati eksplicitno ili implicitno, i može biti reformulisana na različite načine:

### Remedijacija kao medijacija medijacije
Svaki čin medijacije zavisi od drugih činova medijacije. Mediji kontinuirano komentarišu, reprodukuju, i zamenjuju jedni druge, i ovaj proces je integralan za medije. Mediji su jedni drugima potrebni da bi uopšte funkcionisali kao mediji.

### Remedijacija kao nedvojivost medijacije i stvarnosti
Iako Bodrijarova ideja o simulaciji i simulakrumima možda sugeriše drugačije, sve medijacije su po sebi stvarne. One su stvarne kao artefakti (ali ne kao autonomni činioci) u našoj medijatizovanoj kulturi. Uprkos činjenici da svi mediji zavise od drugih medija u krugovima remedijacije, naša kultura ipak bi trebalo da prepozna da svi mediji remedijatizuju ono što je stvarno. Kao što je nemoguće rešiti se medijacije, nemoguće je rešiti se i stvarnog.

### Remedijacija kao reforma
Cilj remedijacije je da preoblikuje ili rehabilituje druge medije. Osim toga, zato što su sve medijacije i stvarne i medijacije stvarnog, remedijacija takođe može biti shvaćena i kao proces preoblikovanja stvarnosti.

## Remedijacija i muzika
Muzikolog Vesna Mikić sprovela je „uvođenje muzike u debatu o remedijaciji – illi još bolje, uvođenje remedijacije u interpretaciju muzikeˮ koje je zasnovala na „pretpostavci da, za većinu nas, teško je zamisliti/konstruisati/iskusiti (potpuno) bezvučnu, i u tom smislu stvarnost ՚bez muzike՚,ˮ sa jedne strane ali je i sa druge strane istakla i nepohodnost „da se istraže načini na koje muzika kao medij stvara stvarnosti.ˮ
Pozivajući se na Boltera i Grusina, Vesna Mikić ističe da su „neposrednost (immediacy) i hiperposrednost (hypermediacy) kao konstituenti ՚dvostruke logike՚ bili sveprisutni u reprezentacijama stvarnog, i da ՚remedijacija uvek deluje pod aktuelnim kulturalnim pretpostavkama o neposrednosi i hiperposrednosti.՚ Jednostavno rečeno, neposrednost teži ka ՚nevidljivosti՚ medija, a hiperposrednost ka njihovoj ՚vidljivosti՚ pri ՚ulasku՚ i ՚boravljenju՚ u (reprezentovnom/medijatizovanom) svetu.ˮ U tom smislu, autorka smatra da, kada je reč o muzici:
Neposrednost je na neki način garantovana hiperposrednošću, tako da njihova ’uzajamna zavisnost՚ nije rezervisana isključivo za doba novih medija. Jer čin živog muzičkog izvođenja/koncerta može biti shvaćen kao vođen logikom hiperposrednosti, dok neposrednost produkcije zvuka/muzike zapravo konstruiše realnost muzičkog sveta. Čini se da neposrednost jedino može biti postignuta kroz hiperposrednost, što implicira da remedijacija može biti shvaćena kao konstitutivni proces za muziku. Iako hiperposrednost u vizuelnim umetnostima zahteva da određeni tehnološki uslovi budu ispunjeni, kao logika koja ՚samu sebe izražava՚ u multiplicitetu da bi se dogodila, čini se da je muzika uvek ՚računala na՚ hiperposrednost, i ne samo u tehnološkom smislu (kao da bi tehnologija medija ikad mogla biti odvojena od njihovih sadržaja).
Shodno tome Vesna Mikić ističe da „ako mislimo o muzici u smislu ՚meta-medija՚, medija koji ima sopstvene medije, kao što su vokalni, instrumentalni, elektronski/digitalni..., hiperposrednost je nešto što se javlja svaki put kad muzika ՚svira՚.ˮ
Takođe, Vesna Mikić smatra da je moguće tvrditi da je „muzika uvek uspevala da dosegne kvalitete virtuelne realnosti, zahvaljujući neposrednosti njene temporalne i hiperporednosti njene performativne prirode (...). Shodno tome, sa svojom ՚dvostrukom logikom՚ koja je u potpunosti iskorišćena u muzici – remedijacija bi trebalo da se pojavi (čak i u oblasti ՚starih՚ medija i njihovih odnosa, uprkos činjenici da je ona tek postala ՚intrigantna՚ sa ekspanzijom novih medija).ˮ

## Remedijacija u muzičkoj industriji
Muzička industrija kao deo industrije zabave je od nastanka „radija, zvučnog filma i gramofonskih ploča, (...) razvijala strategije remdijacije i recikliranja. Remedijacija je u ovom kontekstu shvaćena kao prenamena, kao način da se promovišu proizvodi/pesme kroz druge medije, čime se omogućava njihova mnogobrojna reprodukcija i šira/duža upotreba. To bi trebalo/moglo da vodi ka recikliranju, koje se može tumačiti u smislu obrađivanju pesama, ali uz semplovanje, što bi vodilo ka potpuno novom proizvodu.ˮ